# Kreuzkirche (Dresda)
La Kreuzkirche (Chiesa della Santa Croce) è una chiesa luterana di Dresda in Germania. Si tratta della chiesa principale e sede del Landesbischof della Chiesa evangelica luterana di Sassonia, e del più grande edificio religioso della Sassonia. Vi ha sede il coro di voci bianche Dresdner Kreuzchor.

## Storia

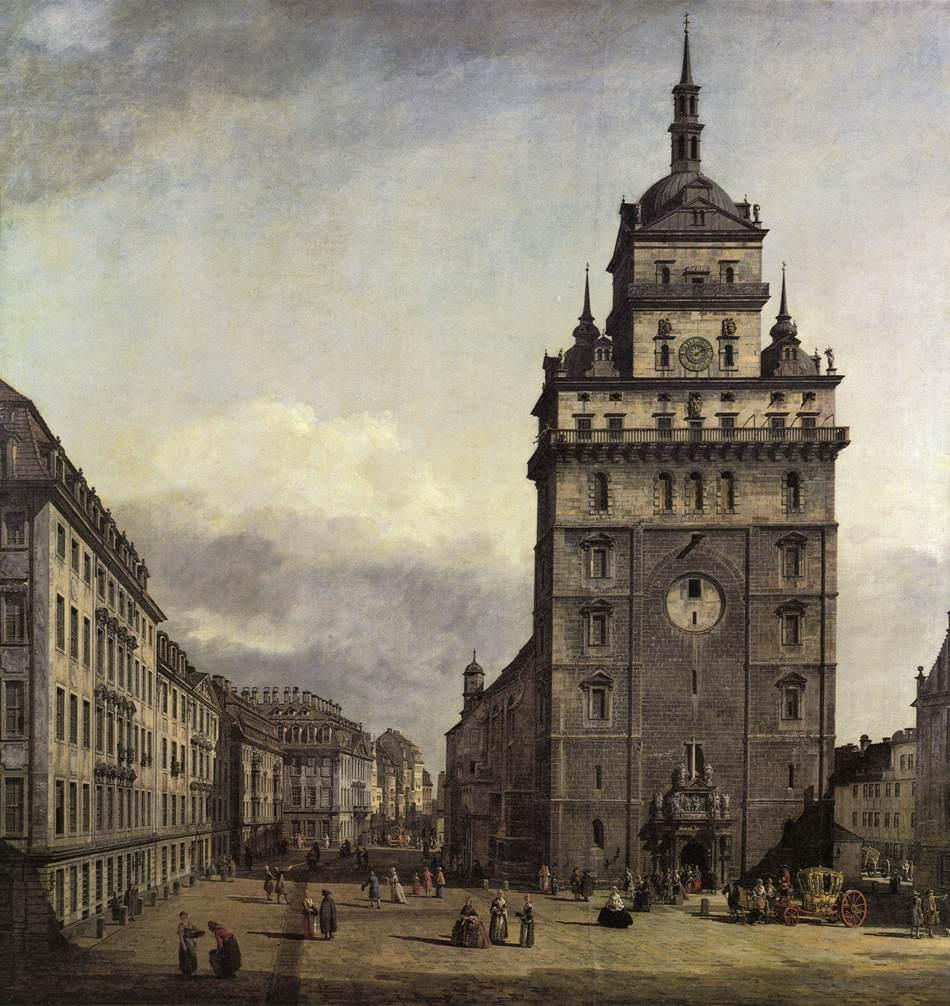
Vecchia Chiesa della Santa Croce, dipinto di Bernardo Bellotto, c. 1750

Una basilica romanica dedicata a san Nicola era presente, nell'angolo sud-est del mercato di Dresda, dagli inizi del XII secolo secondo un documento del 1168. Una cappella laterale della Croce, dal nome di una reliquia ereditata dalla margravia di Meißen Costanza d'Austria (1212-1243), viene citata per la prima volta nel 1319. Nel corso dei decenni divenne il nome di tutta la chiesa, che venne ufficialmente dedicata alla Santa Croce il 10 giugno 1388.
Dal 1401 venne ricostruita come una chiesa a sala con un prominente westwerk nello stile tedesco Sondergotik. Basata sulle opere architettoniche di Peter Parler (1330-1399), la costruzione in seguito servì da modello per numerose chiese in Alta Sassonia come la Chiesa di sant'Anna di Annaberg-Buchholz o quella di Wolfgang di Schneeberg. Terminata intorno al 1447-1449, la chiesa venne distrutta da un incendio nel 1491, il primo di una serie di cinque occorsi nei successivi secoli. L'esponente della Casa di Wettin, elettore di Sassonia, residente a Dresda dal 1464, fece ricostruire la sala gotica, dal 1499, sotto la direzione di Conrad Pflüger. Dal 1579 fino a 1584 il westwerk è stato restaurato in stile rinascimentale.

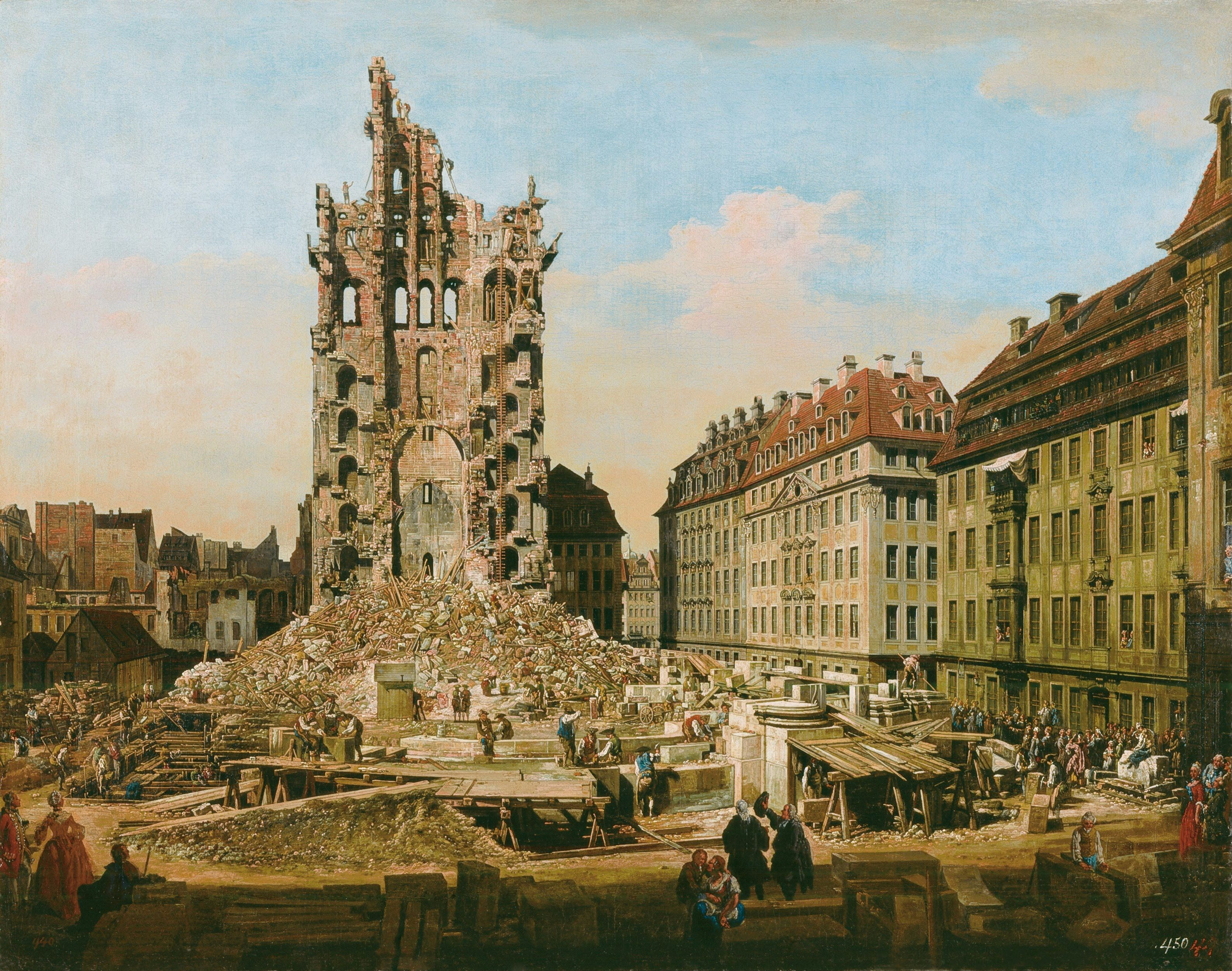
La vecchia chiesa della Santa Croce, dopo il crollo del westwerk. Dipinto di Bernardo Bellotto, c. 1765

La chiesa venne fortemente danneggiata dalle cannonate dell'esercito prussiano nel corso della guerra dei sette anni, riportando la quasi completa distruzione del coro tardo gotico. Dopo la fine della guerra, il capomastro Johann George Schmidt (1707-1774) mise a punto un progetto per la ricostruzione in stile barocco, al quale si oppose l'architetto contemporaneo neoclassico Zacharias Longuelune (1669-1748). Il principe Francesco Saverio di Sassonia sostenne il progetto di Schmidt e pose la prima pietra nel 1764, tuttavia, dopo il crollo del westwerk del 1765, Schmidt dovette accettare come consigliere il capo architetto neoclassico Friedrich August Krubsacius (1718-1789). Il coro e il campanile vennero completati nel 1788 e la nuova chiesa fu consacrata nel 1792 mentre i lavori vennero terminati nel 1800.

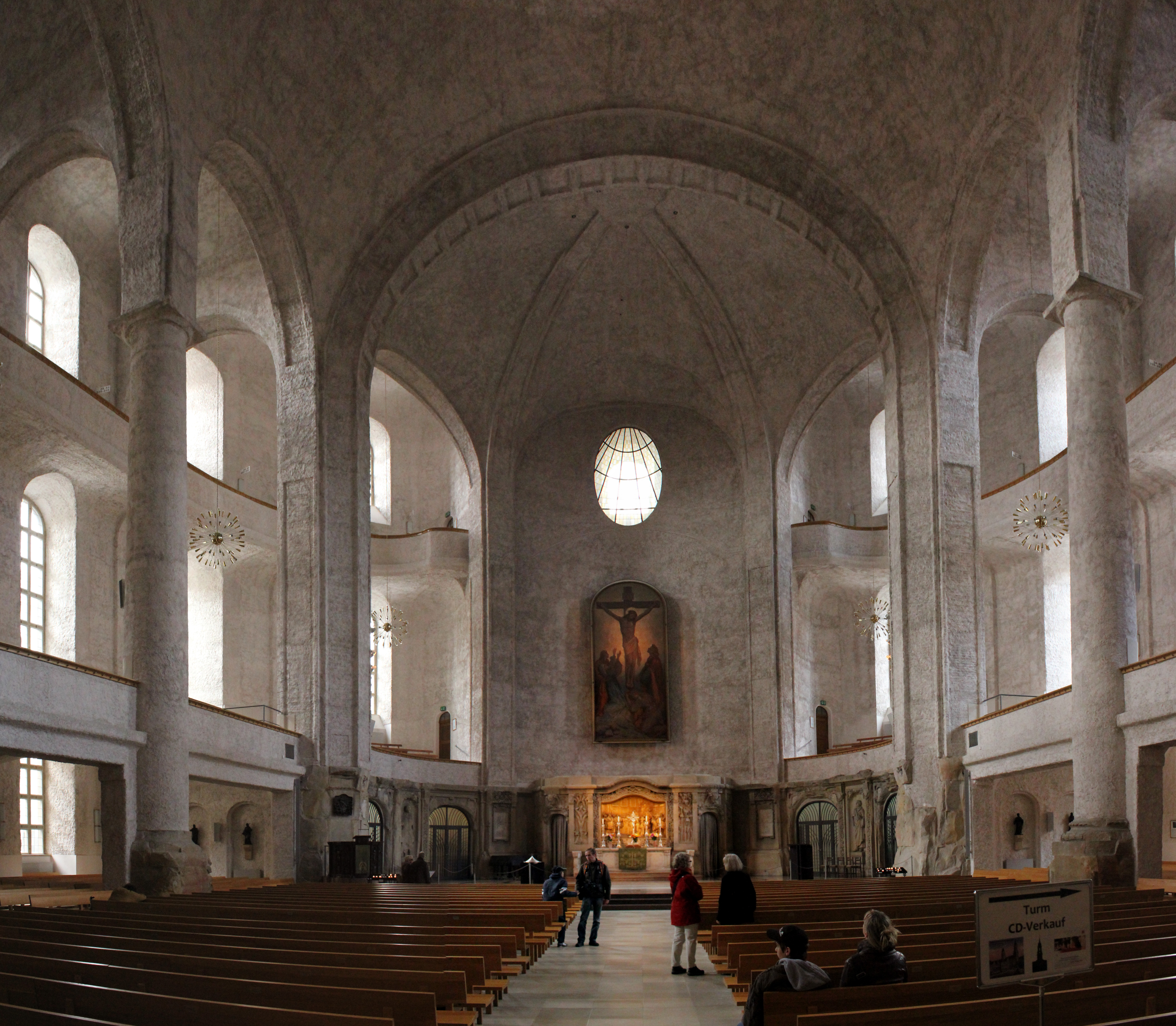
Interni nel 2011

Dopo che l'edificio venne notevolmente danneggiato da un incendio nel 1897, l'interno della chiesa fu rimodellato in stile art Nouveau con elementi (Jugendstil) secondo il progetto dello studio di Dresda Schilling & Graebner con opere di Hans Hartmann-MacLean. La Chiesa della Santa Croce subì un nuovo incendio durante il bombardamento di Dresda del 13 febbraio 1945. Nella sua forma attuale con il suo sobrio interno, è stata riaperta nel 1955. Nel corso della ricostruzione della vicina Frauenkirche sorse un dibattito sulla ricostruzione secondo il disegno pre guerra, tuttavia nel periodo 2000-2004, l'interno è stato rinnovato nella sua situazione del 1955.
Il direttore del coro è noto come Kreuzkantor. Roderich Kreile è il ventottesimo Kreuzkantor dalla riforma protestante.

## Kreuzkantor
Dalla riforma:
- 1540–1553 Sebaldus Baumann
- 1553–1560 Johannes Selner
- 1560–1561 Andreas Lando
- 1561–1585 Andreas Petermann
- 1585–1586 Kaspar Füger
- 1586–1589 Basilius Köhler
- 1589–1606 Bartholomäus Petermann
- 1606–1612 Christoph Lisberger
- 1612–1615 Samuel Rüling
- 1615–1625 Christoph Neander
- 1625–1654 Michael Lohr
- 1654–1694 Jacob Beutel
- 1694–1713 Basilius Petritz
- 1713–1720 Johann Zacharias Grundig
- 1720–1755 Theodor Christlieb Reinhold
- 1755–1785 Gottfried August Homilius
- 1785–1813 Christian Ehregott Weinlig
- 10 agosto – 24 ottobre 1813 Gottlob August Krille
- 1814–1817 Christian Theodor Weinlig
- 1818–1822 Hermann Uber
- 1822–1828 Friedrich Wilhelm Aghte
- 1828–1875 Ernst Julius Otto
- 1876–1906 Friedrich Oskar Wermann
- 1906–1930 Otto Richter
- 1930–1971 Rudolf Mauersberger
- 1971–1991 Martin Flämig
- 1991–1994 Gothart Stier
- 1994–1996 Matthias Jung (commissario)
- Since 1997 Roderich Kreile